# Psaliodes analiplaga
Psaliodes analiplaga là một loài bướm đêm trong họ Geometridae.